# زوگزازولامین
زوگزازولامین (انگلیسی: Zoxazolamine) شل کننده عضلانی است که دیگر به بازار عرضه نمی شود. در سال ۱۹۵۳ میلادی سنتز شد و در سال ۱۹۵۵ به صورت بالینی معرفی شد، اما به دلیل سمیت کبدی کنار گذاشته شد. یکی از متابولیت های فعال آن، کلرزوکسازون، سمیت کمتری نشان داد و متعاقباً به جای زوگزازولامین به بازار عرضه شد. این داروها کانال های IKCa را فعال می کنند.